# Пам'ятник бійцям антитерористичної операції (Київ)
Пам'ятник бійцям антитерористичної операції в Києві — пам'ятник, виконаний у вигляді меча, пронзуючого карту Росії. 

## Історія
Відкритий 1 серпня 2017 року в Києві. 
Присвячений бійцям, які брали участь в Антитерористичній операції (АТО). Пам'ятник розміщений на перетині проспекту Леся Курбаса та вулиці Академіка Корольова в Києві, його висота становить 2,5 метра.
За словами організаторів, пам'ятник встановили, щоб вшанувати пам'ять загиблих в ході конфлікту на Донбасі бійців і щоб постійно нагадувати мешканцям української столиці про ціну миру.
Представник громадської організації „Ветерани АТО“ Євген Яранцев розповів порталу АСН, що пам'ятний знак символізує майбутню перемогу України над агресором.